# Journal of Thermal Analysis and Calorimetry
Journal of Thermal Analysis and Calorimetry ist der Name einer seit 1969 monatlich erscheinenden Fachzeitschrift der Physikalischen Chemie und Analytischen Chemie. Die peer-reviewed wissenschaftliche Zeitschrift wird von Springer Science+Business Media in Kooperation mit Akadémiai Kiadó herausgegeben. Der Haupteditor ist I.M. Szilágyi (Budapest University of Technology and Economics).
Der Schwerpunkt der Artikel der Zeitschrift liegt in der Methodik und Anwendung der Thermischen Analyse und Kalorimetrie. Wichtige Methoden sind hier die Differentialthermoanalyse, Thermogravimetrie und Thermomechanischen Analyse. Viele Artikel behandeln thermophysikalische Daten, die mit den Methoden der Thermischen Analyse und Kalorimetrie erhalten wurden.
Der Impact Factor lag für das Jahr 2023 bei 3,0. Nach der Statistik des ISI Web of Knowledge wird das Journal mit diesem Impact Factor in der Kategorie analytische Chemie an 37. Stelle von 74 Zeitschriften und in der Kategorie physikalische Chemie an 75. Stelle von 139 Zeitschriften geführt.